# Акарологія

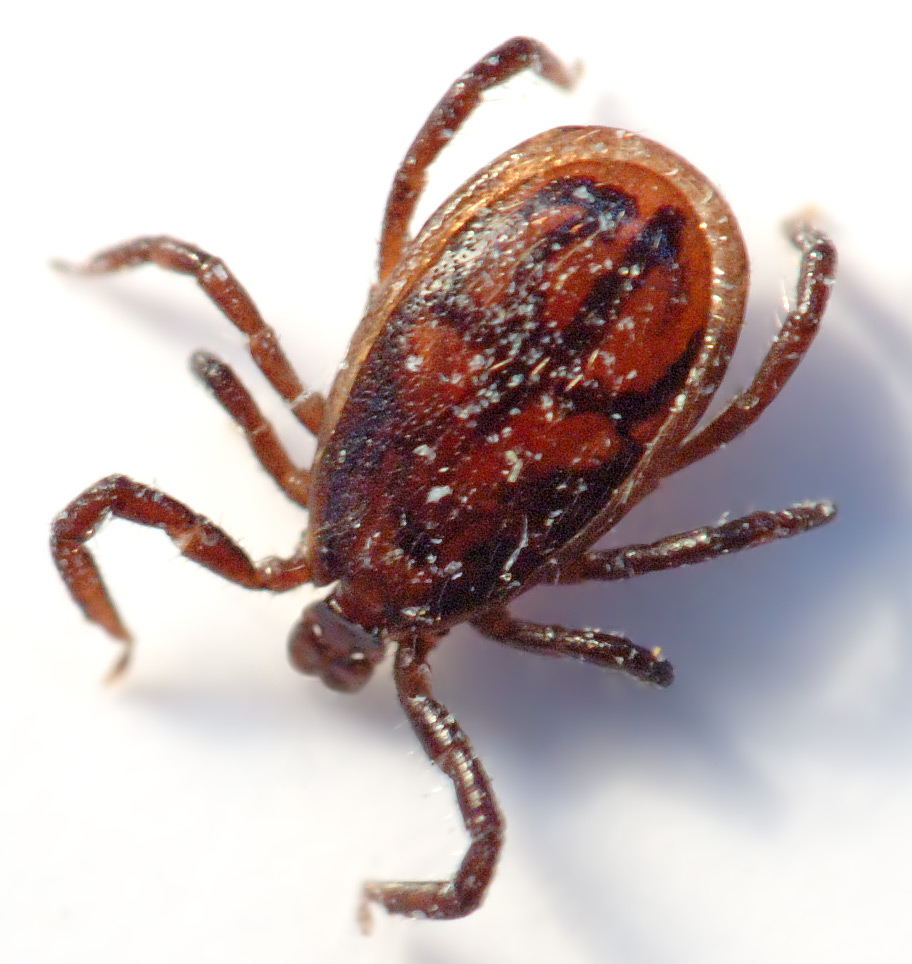
Самець іксодового кліща (розмір: 2 мм)

Акарологія (від дав.-гр. ἄκαρι (akari) — кліщ і λόγος — слово, вчення) — розділ зоології, що вивчає кліщів. Виділяють ветеринарний, медичний, загальний і сільськогосподарський напрямки акарології. Основні питання акарології вивчаються спільно в першу чергу у ветеринарії та медицині, через те що багато кліщів є збудниками і переносниками збудників інвазійних та інфекційних хвороб тварин і людини (енцефаліт).

## Товариства
В Україні функціонує Українське наукове товариство паразитологів. В Інституті зоології імені І. І. Шмальгаузена НАН України діє відділ акарології.

## Українські акарологи
- Ємчук Єлизавета Миронівна (1902—1980)
- Лівшиц Іссахар Зельманович (1914—1990)
- Севастьянов Всеволод Денисович (1929—2013)
- Щербак Галина Йосипівна (нар. 1930)
- Сергієнко Галина Дмитрівна (1934—після 2000)
- Акімов Ігор Андрійович (1937—2021)
- Колодочка Леонід Олександрович (нар. 1946)
- Балан Павло Георгійович (нар. 1959)
- Погребняк Святослав Григорович (1961—2016)